# Firmin Salvy
Pour les articles homonymes, voir Salvy.
Firmin Salvy est un homme politique français né le 25 septembre 1815 à Mauriac (Cantal) et mort le 10 juillet 1881 à Riom (Puy-de-Dôme).

## Biographie
Avocat à Mauriac, il est conseiller municipal et adjoint au maire de Mauriac. En 1847, il s'inscrit au barreau de Riom, dont il devient bâtonnier en 1869. Il est représentant du Cantal de 1871 à 1876, siégeant parmi les républicains conservateurs. Il est inscrit à la réunion Feray et à la réunion Saint-Marc Girardin.
Il est enterré au cimetière des Charmettes de Riom.

## Sources
- Ressource relative à la vie publique :   - Base Sycomore
- « Firmin Salvy », dans Adolphe Robert et Gaston Cougny, Dictionnaire des parlementaires français, Edgar Bourloton, 1889-1891 [détail de l’édition]